# قيصرية الكتاب (الرياض)
قيصرية الكتاب، ملتقى ثقافي يقع في منطقة قصر الحكم بالعاصمة السعودية مدينة الرياض، افتتح في أبريل 2019، وقد صمم وفقا لخصائص المنطقة العمرانية والتراثية.

## مكوناتها
- 14 موقعا للمكتبات.
- مقهيان.
- أماكن للجلوس والقراءة.
- أنشطة ثقافية طوال العام.[3][4]

## الإصدارات
في عام 2023م أصدرت قيصرية الكتاب كتابها التوثيقي الأول بمناسبة مرور 5 أعوام على افتتاحها، وتضمن الكتاب أبرز نشاطاتها منذ الافتتاح.